# Chełm
Chełm [ˈxɛwm] (deutsch Cholm, ukrainisch Холм Cholm) ist eine Stadt in Polen in der Woiwodschaft Lublin östlich von Lublin unweit der Grenze zur Ukraine. Die Stadt bildet einen Stadtkreis, in dem rund 56.000 Menschen leben (Stand 31. Dezember 2023). Der Name Chełm kommt vom altslawischen cholm und bedeutet „Hügel“.

## Geschichte
Der erste schriftliche Beleg über die Existenz einer Siedlung stammt aus dem Jahr 981, als die Stadt in altrussischen Chroniken als Teil des Fürstentums Halitsch erwähnt wird. Zwischen 1018 und 1031 stand die Stadt vorübergehend unter polnischer Herrschaft. 1220 wurde der Ort Teil eines orthodoxen Bistums. 1237 ließ Daniel von Halitsch hier eine Festung anlegen. 1240 wurde der Hauptsitz des Fürstentums Halitsch nach Chełm verlegt, da die Stadt an wichtigen Handelsrouten lag. Gleichzeitig wurde sie Sitz der orthodoxen Eparchie Cholm. 1366 wurde die Stadt Teil Polens und erhielt ein katholisches Bistum. Am 14. Januar 1392 erhielt der Ort vom polnischen König Władysław II. Jagiełło das Stadtrecht nach Magdeburger Recht. 1596 wurde die Eparchie der Unierten Kirche übertragen. 1795 fiel die Stadt an Österreich. Der Sitz des Bistums Chełm wurde 1805 nach  Lublin verlegt und die Diözese entsprechend umbenannt. 1809 kam sie ins Herzogtum Warschau und 1815 ins neu entstandene autonome Königreich Polen und damit bald zu Russland.
1867 wurde Chełm Kreisstadt und blieb dies bis 1912, als es für die restlichen Jahre der russischen Herrschaft Hauptstadt eines Gouvernements (Gouvernement Cholm) wurde. 1877 erhielt die Stadt einen Anschluss ans Eisenbahnnetz, was bedeutend für die Entwicklung der Stadt war. Im Brotfrieden von 1918 sollte das Regentschaftskönigreich Polen Cholm an die Ukrainische Volksrepublik abtreten, wozu es jedoch nicht kam. 1936 wurde eine Kanalisation für die ganze Stadt angelegt.
Ab 1939, während der deutschen Besetzung Polens, gehörte Chełm zum Generalgouvernement. Es wurden fast alle dort lebenden Juden im nahe gelegenen Vernichtungslager Sobibor vergast. Am 1. Januar 1940 errichteten die Nationalsozialisten in der Nähe ein Ghetto, von dem aus ab dem 21. Mai 1942 die Insassen nach Sobibor zu Vernichtung deportiert wurden. Das Ghetto wurde am 6. November 1942 geschlossen. Daneben gab es noch in der Zeit vom 6. September 1941 bis 31. März 1942 ein Zwangsarbeitslager für männliche Juden.
Im Juli 1944 erreichte die Rote Armee im Rahmen der Lublin-Brester Operation die Stadt und befreite sie. Anschließend wurde in Chełm das Polnische Komitee der Nationalen Befreiung gegründet, das unter dem Vorsitzenden Edward Osóbka-Morawski de facto die Regierung des von der Roten Armee besetzten Gebietes Lublin bildete.
1975 wurde die Stadt im Rahmen einer Verwaltungsreform Hauptstadt einer eigenen Woiwodschaft, verlor diesen Status aber 1999 in einer weiteren Reform wieder und wurde nun wieder kreisfrei und Kreisstadt des gleichnamigen Powiats.

## Landgemeinde
Die kreisfreie Stadt ist von einer eigenständigen Landgemeinde umgeben. Die Landgemeinde Chełm hat eine Fläche von 221,82 km². Die namensgebende Stadt Chełm gehört der Gmina nicht an. Ferner ist das Dorf Pokrówka (ca. 1.600 Einwohner) Sitz dieser Gmina.

## Sehenswürdigkeiten

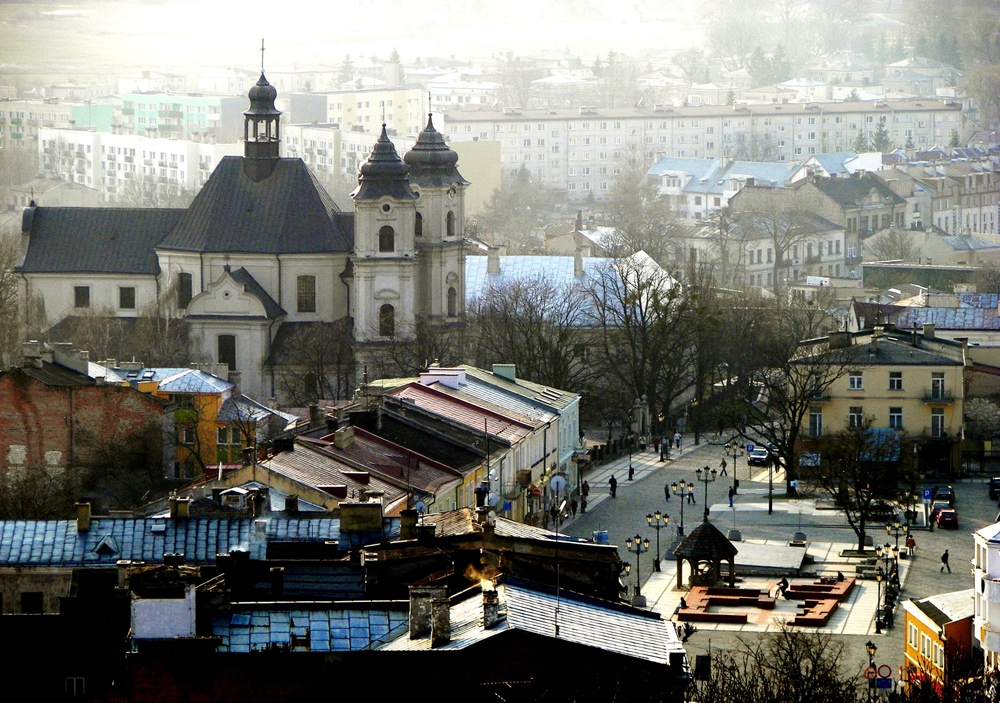
Blick auf die Stadt und die Kirche der Aussendung der Apostel

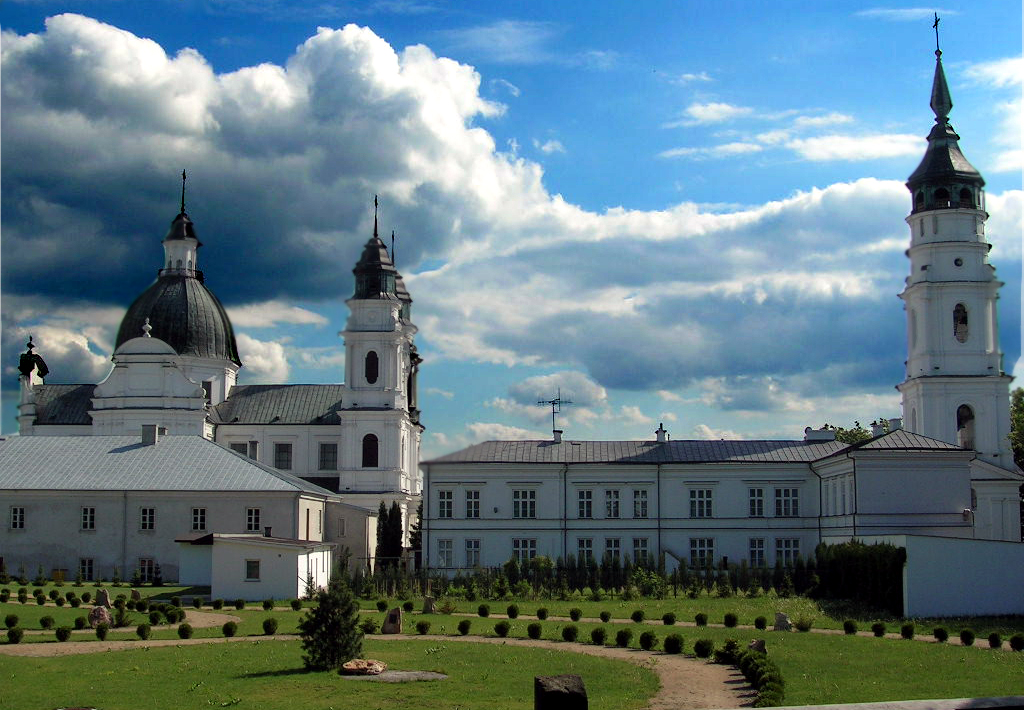
Basilika Mariä Geburt

- Burgberg mit Resten einer Burg aus dem 13. Jahrhundert
- Die spätbarocke katholische Basilika Mariä Geburt (Bazylika mniejsza pw. Narodzenia Najświętszej Marii Panny) wurde von 1735 bis 1756 als uniertes Gotteshaus nach Plänen von Paolo Fontana errichtet
- Der Bau der spätbarocken Kirche der Aussendung der Apostel (Kościół pw. Rozesłania św. Apostołów) wurde ebenfalls von Paolo Fontana entworfen und 1736 bis 1763 ausgeführt
- Das Barockschloss der unierten Bischöfe
- Ehemaliges Basilianerkloster
- Das barocke Ustyluher Tor (Brama Uściługska)
- Jüdischer Friedhof
- Kleine Synagoge
- Relikte des Kreideabbaus in Chełm sind die Kreidestollen (Podziemia Kredowe)

## Politik

### Stadtpräsident
An der Spitze der Stadtverwaltung steht der Stadtpräsident. Seit 2006 war dies Agata Fisz, die der linken SLD angehört, aber für das Wahlkomitee „Agata Fisz – Position für Chełm“ antrat. Sie wurde 2018 von Jakub Banaszek (damals PiS) abgelöst, der 2024 mit seinem eigenen Wahlkomitee antrat, aber auch von der PiS, die zum Stadtrat eigenständig antrat, unterstützt wurde. Die turnusmäßige Wahl im April 2024 führte zu folgendem Ergebnis:
- Jakub Banaszek (Wahlkomitee „Jakub Banaszek – Chełm“ / Prawo i Sprawiedliwość) 52,7 % der Stimmen
- Łukasz Krzywicki (Koalicja Obywatelska) 26,5 % der Stimmen
- Tomasz Otkała (Trzecia Droga) 14,4 % der Stimmen
- Übrige 6,5 % der Stimmen

Damit wurde Amtsinhaber Banaszek bereits im ersten Wahlgang für eine zweite Amtszeit wiedergewählt.
Die turnusmäßige Wahl im Oktober 2018 führte zu folgenden Ergebnis:
- Agata Fisz (Wahlkomitee „Agata Fisz – Position für Chełm“) 43,5 % der Stimmen
- Jakub Banaszek (Prawo i Sprawiedliwość) 36,7 % der Stimmen
- Dariusz Grabczuk (Koalicja Obywatelska) 11,0 % der Stimmen
- Justyna Manasterska-Raszka (Polskie Stronnictwo Ludowe) 5,5 % der Stimmen
- Paweł Białas (Kukiz’15) 3,4 % der Stimmen

In der daraufhin notwendigen Stichwahl konnte sich der zweitplatzierte Banaszek mit 50,9 % der Stimmen knapp gegen die bisherige Amtsinhaberin Fisz durchsetzten und wurde neuer Stadtpräsident.

### Stadtrat
Der Stadtrat umfasst 23 Mitglieder, die direkt gewählt werden. Die Wahl im April 2024 führte zu folgendem Ergebnis:
- Koalicja Obywatelska (KO) 30,2 % der Stimmen, 7 Sitze
- Prawo i Sprawiedliwość (PiS) 27,6 % der Stimmen, 7 Sitze
- Wahlkomitee „Jakub Banaszek – Chełm“ 19,0 % der Stimmen, 5 Sitze
- Trzecia Droga (TD) 15,7 % der Stimmen, 4 Sitze
- Übrige 7,5 % der Stimmen, kein Sitz

Die Wahl im Oktober 2018 führte zu folgendem Ergebnis:
- Prawo i Sprawiedliwość (PiS) 33,9 % der Stimmen, 8 Sitze
- Wahlkomitee „Agata Fisz – Position für Chełm“ 30,1 % der Stimmen, 8 Sitze
- Koalicja Obywatelska (KO) 18,8 % der Stimmen, 5 Sitze
- Polskie Stronnictwo Ludowe (PSL) 11,5 % der Stimmen, 2 Sitze
- Kukiz’15 5,7 % der Stimmen, kein Sitz

### Partnerstädte
Chełm ist zwischen 1996 und 2014 sechs Partnerschaften mit Städten und Gemeinden eingegangen:
| Stadt        | Land               | seit |
| ------------ | ------------------ | ---- |
| – Knoxville  | Vereinigte Staaten | 1998 |
| Kowel        | Ukraine            | 1996 |
| Luzk         | Ukraine            | 2014 |
| Morlaix      | Frankreich         | 1997 |
| Sindelfingen | Deutschland        | 2001 |
| Utena        | Litauen            | 1998 |

## Verkehr
Chełm liegt an der eingleisigen Bahnstrecke Kowel–Zawadówka, die in russischer Breitspur ausgeführt ist und früher zur Weichselbahn gehörte. Parallel besteht zwischen Chełm und Kowel auch eine Strecke in Normalspur.
Derzeit (Stand Sommer 2024) ist Chełm lediglich über die Landesstraße Droga krajowa 12 mit dem überregionalen Straßennetz verknüpft. Die Droga ekspresowa S12 ist jedoch im Bau und soll im Raum Chełm  in der zweiten Hälfte der 2020er Jahre eröffnet werden.
Der ÖPNV in Chełm ist seit September 2021 kostenlos nutzbar.

## Persönlichkeiten

### Söhne und Töchter der Stadt
- Icek Ajzen (* 1942), Sozialpsychologe und emeritierter Professor
- Ania Dąbrowska (* 1981), Sängerin
- Ida Haendel (1928–2020), britische Violinistin, Schülerin u. a. von Carl Flesch
- Mychajlo Hruschewskyj (1866–1934), ukrainischer Historiker und Politiker
- Teresa Michałowska (* 1932), Literaturhistorikerin
- Olga Podobedowa (1912–1999), sowjetisch-russische Kunsthistorikerin
- Estera Raab (1922–2015), Überlebende des Vernichtungslagers Sobibór
- Grzegorz Raniewicz (* 1970), polnischer Politiker
- Julia Szeremeta (* 2003), Boxerin
- Jerzy Tuszewski (1931–2016), Journalist, Dokumentarfilmer, Dramatiker, Radio- und Theaterregisseur und Produzent von Dokumentarfilmen
- Dariusz Wójcik (* 1961), polnischer Politiker
- Marian Zieliński (1929–2005), Gewichtheber

### Weitere Persönlichkeiten, die mit der Stadt in Verbindung stehen
- Daniel Romanowitsch von Galizien (1201–1264), ruthenischer Fürst
- Jakub Uchański (1502–1581), Bischof von Chełm

## Die Chelmer Narren
Im jüdischen Humor sind die Stadt und ihre töricht-liebenswürdigen, nach talmudischem Vorbild, aber in die falsche Richtung argumentierenden Einwohner, die Chelmer Narren oder ironisch die Weisen von Chelm (Chelmer Khakhomim), über die viele Geschichten erzählt werden, ein Sinnbild der Dummheit, vergleichbar mit den Schildbürgern (bei J. B. Singer und anderen, z. B. Aaron Zeitlin, Solomon Simon oder Allen Mandelbaum). Diese Überlieferung liegt dem deutschen Zeichentrickfilm Die Schelme von Schelm aus dem Jahr 1995 zugrunde. Allen Mandelbaums Chelmaxioms : The Maxims, Axioms, Maxioms of Chelm (David R. Godine, 1978) behandelt die Weisen des jüdischen Chełm als Gelehrte, die zwar kenntnisreich sind, denen es aber an Verstand fehlt. Die Chełm-Geschichten ahmen den Interpretationsprozess des Midrasch und den talmudischen Argumentationsstil nach und setzen den Dialog zwischen rabbinischen Texten und ihrer Umsetzung im Alltag fort. Die scheinbar nebensächlichen Fragen, die für den Chełmer Judenrat typisch sind, können als komödiantische Anspielung auf die Weite der talmudischen Literatur interpretiert werden. Die Kombination aus paralleler Argumentation und sprachlicher Gemeinsamkeit lässt die jüdische Texttradition, nämlich den Talmud, in der Chełm-Folklore aufscheinen.